# Герасимов, Александр Евгеньевич
Алекса́ндр Евге́ньевич Гера́симов (3 июня 1961, Куйбышев, СССР) — советский легкоатлет, мастер спорта, бегун, трёхкратный чемпион СССР.

## Биография
В юношестве занимался авиа- и судомоделизмом, выполнил норматив кандидата в мастера спорта. В 19 лет пришёл в легкоатлетическую секцию, где занялся бегом.
Первым и единственным тренером Александра стал Виктор Солнцев. Достаточно быстро выполнил первый разряд, но звание мастера спорта получил лишь спустя примерно 4 года.
В 1980-м году окончил тольяттинское профессионально-техническое училище № 58.
В 1988 году в составе сборной РСФСР стал чемпионом СССР, одержав победу в эстафете 4×400 метров вместе с П. Ханьжиным, Е. Ломтевым и В. Просиным. На следующий год с А. Петуховым, П. Ханьжиным и В. Стародубцевым повторил достижение. В 1990 году на чемпионате СССР по лёгкой атлетике в помещении Александр Герасимов завоевал золотую медаль в забеге на 500 метров.
Лучшие результаты Герасимова на дистанции 400 м — 46,23; на двухсотметровке — 21,6, на 100 м — 10,4.
Проживает в Тольятти, продолжает тренировки, участвует в различных ветеранских стартах. В 2014 году был выбран председателем Тольяттинской федерации лёгкой атлетики. Продвигает создание в городе легкоатлетического манежа. Занимается также бизнесом и политикой: от КПРФ безуспешно баллотировался в депутаты Тольяттинской городской думы и Самарской Губернской Думы.
Женат. Супруга Галина — мастер спорта по спортивной ходьбе, дочь Евгения — кандидат в мастера по бегу, сын Антон — мастер спорта. Как и сам Александр Герасимов, все члены его семьи воспитанники заслуженного тренера России Виктора Солнцева.

## Спортивные результаты
| Год  | Соревнования                                         | Место проведения | Место | Результат |
| ---- | ---------------------------------------------------- | ---------------- | ----- | --------- |
| 1988 | Чемпионат СССР по лёгкой атлетике. Эстафета 4×400    | Таллин           | 1     | 3.06,06   |
| 1989 | Чемпионат СССР по лёгкой атлетике. Эстафета 4×400    | Горький          | 1     | 3.08,82   |
| 1990 | Чемпионат СССР по лёгкой атлетике в помещении. 500 м | Челябинск        | 1     | 1.03,34   |